# Мостище (Березинський район)
Мостище (біл. вёска Мастішча) — село в складі Березинського району Мінської області, Білорусь. Село підпорядковане Капланецькій сільській раді, розташоване в східній частині області.